# Nicolas Claxton
Nicolas Devir Claxton, né le 17 avril 1999 à Greenville en Caroline du Sud, est un joueur de basket-ball américain évoluant au poste de pivot et mesurant 2,08 m.

## Biographie
Il est le fils de Charles Claxton, ancien joueur NBA.

### Carrière universitaire
Entre 2017 et 2019, il joue pour les Bulldogs de la Géorgie.

### Carrière professionnelle

#### Nets de Brooklyn (depuis 2019)
Le 20 juin 2019, lors de la draft NBA 2019, il est drafté en 31e position par les Nets de Brooklyn.
Entre le 29 octobre 2019 et le 9 mars 2020, il est envoyé plusieurs fois en G-League aux Nets de Long Island.
Il prolonge à l'été 2024 avec les Nets pour quatre ans et 100 millions de dollars.

## Statistiques

### Universitaires
| Saison    | Équipe  | Matchs | Titul. | Min./m | % Tir | % 3pts | % LF | Rbds/m. | Pass/m. | Int/m. | Ctr/m. | Pts/m. |
| --------- | ------- | ------ | ------ | ------ | ----- | ------ | ---- | ------- | ------- | ------ | ------ | ------ |
| 2017-2018 | Géorgie | 33     | 5      | 14,7   | 44,9  | 36,4   | 52,3 | 3,91    | 0,18    | 0,15   | 1,27   | 3,94   |
| 2018-2019 | Géorgie | 32     | 32     | 31,6   | 46,0  | 28,1   | 64,1 | 8,56    | 1,81    | 1,06   | 2,53   | 12,97  |
| Total     | Total   | 65     | 37     | 23,0   | 45,7  | 30,2   | 61,1 | 6,20    | 0,98    | 0,60   | 1,89   | 8,38   |

### Professionnelles

#### Saison régulière
Légende :
| Leader de la ligue |

| Saison    | Équipe   | Matchs | Titul. | Min./m | % Tir | % 3pts | % LF | Rbds/m. | Pass/m. | Int/m. | Ctr/m. | Pts/m. |
| --------- | -------- | ------ | ------ | ------ | ----- | ------ | ---- | ------- | ------- | ------ | ------ | ------ |
| 2019-2020 | Brooklyn | 15     | 0      | 12,5   | 56,3  | 14,3   | 52,4 | 2,93    | 1,07    | 0,07   | 0,53   | 4,40   |
| 2020-2021 | Brooklyn | 32     | 1      | 18,6   | 62,1  | 20,0   | 48,4 | 5,19    | 0,88    | 0,72   | 1,25   | 6,62   |
| 2021-2022 | Brooklyn | 47     | 19     | 20,7   | 67,4  | 0,0    | 58,1 | 5,62    | 0,91    | 0,51   | 1,09   | 8,72   |
| 2022-2023 | Brooklyn | 76     | 76     | 29,9   | 70,5  | 0,0    | 54,1 | 9,24    | 1,89    | 0,86   | 2,49   | 12,64  |
| 2023-2024 | Brooklyn | 71     | 71     | 29,8   | 62,9  | 20,0   | 55,1 | 9,94    | 2,07    | 0,65   | 2,06   | 11,85  |
| 2024-2025 | Brooklyn | 70     | 62     | 26,9   | 56,3  | 23,8   | 51,3 | 7,36    | 2,24    | 0,89   | 1,43   | 10,34  |
| Total     | Total    | 311    | 229    | 25,8   | 63,6  | 20,0   | 55,7 | 7,71    | 1,72    | 0,71   | 1,72   | 10,33  |

Mise à jour le 3 juillet 2025

#### Playoffs
| Saison | Équipe   | Matchs | Titul. | Min./m | % Tir | % 3pts | % LF | Rbds/m. | Pass/m. | Int/m. | Ctr/m. | Pts/m. |
| ------ | -------- | ------ | ------ | ------ | ----- | ------ | ---- | ------- | ------- | ------ | ------ | ------ |
| 2021   | Brooklyn | 12     | 0      | 10,8   | 48,3  | 0,0    | 66,7 | 2,75    | 0,58    | 0,33   | 1,00   | 2,50   |
| 2022   | Brooklyn | 4      | 0      | 24,5   | 79,2  | 0,0    | 18,2 | 6,25    | 1,50    | 1,25   | 2,25   | 10,50  |
| 2023   | Brooklyn | 4      | 4      | 29,2   | 72,0  | 0,0    | 60,0 | 8,00    | 1,50    | 0,25   | 1,75   | 10,50  |
| Total  | Total    | 20     | 4      | 17,2   | 65,4  | 0,0    | 34,3 | 4,50    | 0,95    | 0,50   | 1,40   | 5,70   |

Mise à jour le 3 mai 2022

## Records sur une rencontre en NBA
Les records personnels de Nicolas Claxton en NBA sont les suivants, :
| Type de statistique        | Saison régulière | Saison régulière           | Saison régulière | Playoffs | Playoffs               | Playoffs      |
| Type de statistique        | Record           | Adversaire                 | Date             | Record   | Adversaire             | Date          |
| -------------------------- | ---------------- | -------------------------- | ---------------- | -------- | ---------------------- | ------------- |
| Points                     | 27               | Pistons de Détroit         | 26 janvier 2023  | 19       | Sixers de Philadelphie | 22 avril 2023 |
| Paniers marqués            | 11               | 3 fois                     | 3 fois           | 8        | Sixers de Philadelphie | 22 avril 2023 |
| Paniers tentés             | 16               | @ Lakers de Los Angeles    | 19 janvier 2024  | 10       | Sixers de Philadelphie | 22 avril 2023 |
| Paniers à 3 points réussis | 1                | 4 fois                     | 4 fois           | -        | -                      | -             |
| Paniers à 3 points tentés  | 2                | 4 fois                     | 4 fois           | -        | -                      | -             |
| Lancers francs réussis     | 7                | @ Thunder d'Oklahoma City  | 5 janvier 2024   | 2        | Bucks de Milwaukee     | 5 juin 2021   |
| Lancers francs tentés      | 15               | @ Warriors de Golden State | 22 janvier 2023  | 11       | Celtics de Boston      | 25 avril 2021 |
| Rebonds offensifs          | 7                | 2 fois                     | 2 fois           | 3        | 5 fois                 | 5 fois        |
| Rebonds défensifs          | 13               | Clippers de Los Angeles    | 6 février 2023   | 9        | Sixers de Philadelphie | 22 avril 2023 |
| Rebonds totaux             | 17               | Knicks de New York         | 23 janvier 2024  | 12       | Sixers de Philadelphie | 22 avril 2023 |
| Passes décisives           | 5                | 3 fois                     | 3 fois           | 3        | @ Bucks de Milwaukee   | 13 juin 2021  |
| Interceptions              | 4                | Magic d'Orlando            | 25 février 2021  | 2        | 2 fois                 | 2 fois        |
| Contres                    | 6                | 3 fois                     | 3 fois           | 3        | 3 fois                 | 3 fois        |
| Balles perdues             | 4                | 3 fois                     | 3 fois           | 2        | @ Celtics de Boston    | 28 mai 2021   |
| Minutes jouées             | 38               | Celtics de Boston          | 4 décembre 2022  | 31       | Celtics de Boston      | 17 avril 2022 |

- Double-double : 72 (dont 1 en playoffs)
- Triple-double : 0

Dernière mise à jour : 26 mars 2025